# Фалюки
Фалюки — сельский населённый пункт в Виноградовском районе Архангельской области России. Часть села Борок. Деревня Фалюки входит в состав Бо́рецкого сельского поселения с центром в Сельменьге, хотя, первоначально планировалось создать Бо́рецкое сельское поселение с центром в деревне Гридинская.

## География
Деревня находится в среднем течении Северной Двины на правом берегу протоки Барчаха, в устье реки Рёхта. От Фалюков до Архангельска по реке — 386 км по реке. На противоположном берегу Северной Двины, за островом Телячий, находится деревня Слуда Пучужского сельского поселения Верхнетоемского района.
В Фалюках кончается автодорога «Усть-Ваеньга — Осиново — Шиленьга — Корбала — Ростовское — Конецгорье — Рочегда — Кургомень — Топса — Сергеевская — Сельменьга —Гридинская — Задориха — Скобели — Фалюки».

## Население
| 2002 | 2009 | 2010 | 2012 |
| ---- | ---- | ---- | ---- |
| 30   | ↘12  | ↘9   | →9   |

В 2013 году в деревне было зарегистрировано 10 чел., фактически проживало — 7 человек. Численность населения деревни, по данным Всероссийской переписи населения 2010 года, составляла 9 человек. В 2009 году в деревне числилось 12 человек.

### Карты
- Топографическая карта P-38-51,52. (Лист Сергеевская)
- Фалюки на Wikimapia
- Фалюки. Публичная кадастровая карта
- Топографическая карта P-38-052-C,D